# Henri Disy
Henri Disy (ur. 6 września 1913, zm. 8 września 1989 w Overijse) – belgijski piłkarz wodny, brązowy medalista olimpijski igrzysk z Berlina.
Członek zespołu, który w 1936 zdobył srebrny medal na letnich igrzyskach olimpijskich w Berlinie.
Występował na pozycji bramkarza i zagrał we wszystkich 7 meczach.
Zdobył brązowy medal w turnieju piłki wodnej na mistrzostwach Europy w 1934 w Magdeburgu.